# Мавро Ветрановић
Мавро Ветрановић је био дубровачки калуђер бенедиктинског реда и лирски, драмски и епски песник.

## Живот
Мавро Ветрановић је рођен 1482. године у грађанској породици која је носила друго презиме Чавчић. На крштењу је добио име Никола. Школовао се у Дубровнику. Негде током 1507, када је већ имао 25 година, одлучио се за монаштво. Ушао је, узевши име Мавро, у бенедиктински ред. Око 1515. учествовао је у реформи дубровачке конгрегације овог реда и, незадовољан њеним резултатима, својевољно је напустио Дубровник и због тога био кажњен доживотним прогонством. Пет година касније, међутим, та казна је укинута и он се вратио у свој град. Када су се много касније прилике у реду смириле, Ветрановић је остатак свога живота провео мирно и обављајући високе дужности. Умро је 15. јануара 1576. године, оплакан од многих дубровачких песника.

## Књижевни рад
Добар део његовог књижевног рада данас је изгубљен, тако да са извесношћу знамо за 132 његове песме, осам драма и један недовршени еп. Обично се његово стваралаштво дели на две фазе, световну и монашку, али с доста разлога би се могло веровати да је и у првим годинама по уласку у бенедиктински ред још увек писао и о световним темама.

### Љубавна поезија
У раној младости свакако је писао љубавну поезију, о чему је сâм оставио трага у својим познијим песмама, а помињали су је и други писци. Вероватно ју је сам уништио, али су у поезији насталој у каснијим његовим годинама сачувани многи трагови петраркистичког израза.

### Покладна поезија
Раној фази његовог стваралаштва припадају свакако и његове маскерате, које спадају у најстарије дубровачке песме ове врсте које су нам познате. Испеване су у ведром тону, али су у потпуности пристојне, надахнуте родољубљем: у већини тих песама странци долазе у Дубровник и хвале лепоту тамошњих госпођа, дубровачко племство и његову мудру политику, углед Републике и њених грађана, бригу о цркви и вери, трговце и успехе дубровачке трговине… То су песме Араби и Индијани, Ланци Алемани, трумбетари и пифари и др.

### Религиозна поезија
Песме с религиозном тематиком спадају у већи и значајнији део Ветрановићевог опуса. Ту улазе једноставне парафразе библијских поучних прича у духу хришћанске ренесансе, циклуси молитава Христу и Богородици, традиционалне представе о Христовом рођењу и страдању, о пропасти света, препеви псалама, расправе о теолошким и религиозно-филозофским питањима (о смрти, узалудности наде, веровању, греху, спознању и кајању, о светом Тројству).
Међу највредније песме те врсте спада свакако Пјесанца штурку (штурак = цврчак). Врло оригинално замишљена композиција заправо представља химну Богородици уоквирену пространом апострофом цврчка. Она одише једноставношћу и интимношћу, топлином и искреношћу Ветрановићевог односа према природи. Многи стихови у њој могу да подсете на петраркистичке, али они у специфичној ситуацији губе свој карактер помодности и добијају призвук интимне искрености. Лик Богородице, као и Ветрановићев однос према њој лишени су патетичности карактеристичне за ту врсту поезије јер се Богородица непрестано појављује у најтешњим везама с природом, па се тако изражене Ветрановићеве емоције према природи преносе и на њу.
У Ветрановићевој религиозно-рефлексивној поезији појављују се различите теме, од којих је већина традиционална и потиче из хришћанског учења (пролазност, смрт, блаженост), али неке од њих показују свест о новом времену и новим вредностима, па се у некима говори и о сумњи (Пјесанца о спознању). Врло су им блиске изузетно опширне парафразе псалама, у којима се појављују широко развијене различите религиозне рефлексије, али и једнако обимни пасажи сасвим личне инспирације, очигледно трагови тешких тренутака које је преживео, израз разочарања и очаја.
Посебно место у Ветрановићевом опусу заузима песма Ремета (пустињак). Она представља својеврсну тужбалицу чији су основни предмет муке које песник трпи боравећи на усамљеном острву Свети Андреја. Карактеришу је изразити дар опажања, осећање за детаљ, разумевање природе, али песма се у томе не исцрпљује: фина аутоиронија, дискретни хумор најчешће заснован на контрасту хиперболичне слике несреће и њених незнатних узрока, стварају дистанцу између песника и описаних догађаја јунака ових стихова, а која упућује на тек наговештену рефлексију о дубоком нескладу између жеља и снаге потребне за њихово остварење, о граници и смислу трпљења. Тако ова песма није израз гриже савести несрећног ремете због немогућности трпљења, већ свести о разноликости једнако вредних путева у слављењу Господа, тј. у остваривању основних моралних и животних вредности.

### Сатирична поезија
Под насловом Ремета Ветрановић је испевао још једну песму која сада говори о стварности у коју се пустињак вратио. Смештена у је оквир проповеди јер се ремета обраћа свету међу који је поново дошао износећи му објаву, желећи да му пренесе „страховиту ријеч од Бога“ коју је спознао „размишљаје смртну силу“. Њено полазиште представља рефлексија о смрти, заснована на хришћанском учењу према којем је овоземаљски живот само пролазна етапа, а прави живот долази тек након смрти; из тога произлази да су многе манифестације земаљског живота бесмислене, па отуда проистиче сатиричан однос према некима од њих. Најоштрије се Ветрановић окомљује на различите аспекте одевања, кићења и спољашњег дотеривања уопште (па тако пева и о подизању раскошних палата и уређивању вртова), затим на подмићивање судија, лакомост трговаца, прождрљивост и сл. У основи Ветрановићеве сатире очигледно стоји нови материјалистички дух наглог ширења трговине и огромне акумулације богатства, што ће бити тема драма Николе Наљешковића и Марина Држића, а већ је била позната нпр. у песми Шишка Менчетића О динару.
Друга песма с насловом Ремета представља својеврсну збирку тема којима ће се Ветрановић бавити у бројним другим својим сатиричним песмама, у којима ће још говорити о охолости и младости, осионости и лицемерју „спурјана“ и другим темама (Пјесанца кошути рањеној, Пјесанца Aurea aetas, Тужни мој уздаше, Пјесанца протива охоласти, Пјесанца младости, Пјесанца спурјаном, Пјесанца лакомости, Моја плавца). Све то свакако је изазвало реакције околине, којима се Ветрановић супротставио песмом Свијет и моје пјесни, која представља неку врсту епилога његове сатиричне поезије. Утврђене су извесне сличности између ових песама и неких италијанских аутора, али упркос подударностима, не можемо говорити о зависности.
Ветрановић је писао и политичко-сатиричне песме. У њима до изражаја долази првенствено његово наглашено дубровачко родољубље, он ту размишља о неслози западних владара у борби против Турака, о гресима хришћана који су довели до њиховог тако силовитог продора, о некадашњој римској слави и издајству тих истих „Латина“, а доста стихова посветио је односу Дубровника с Венецијом и са својим непосредним суседима (Которанима, Пераштанима). У овим песмама уочава се и изразита Ветрановићева политичка реалистичност, која је иначе представљала карактеристику дубровачке спољне политике: свест о немогућности супротстављања турској сили која се тада налазила на врхунцу довела је до изразито прагматичног односа дубровачке владе према њима, па је Ветрановић, одлично разумевајући нужност таквог понашања певао с Богом се ти здружи и мимо све ино / и двори, и служи отманско колино. У овим песмама често се помињу страдања околних народа (Косово, Крбава, пад Београда и сл.; осећање словенског заједништва у Тужби града Будима). Међу овим песмама познатије су: Пјесанца слави царевој, Пјесанца господи крстјанској, Пјесанца латином, Пјесанца мору, Орлача Риђанка речено у блату рибаром, Орлача Риђанка Перашту говори, Орлача Риђанка Котору говори проностик и др.

### Пригодна поезија и посланице
У песмама упућеним бројним дубровачким и хварским песницима, као и у осмртницама њима испеваним, Ветрановић је пружио низ драгоцених података о њиховом стваралаштву — нарочито је то важно када је реч о његовом блиском пријатељу Марину Држићу — а понегде срећно изразио своја осећања према њима. Међу такве песме спадају: Пјесанца Марину Држићу у помоћ, Племенитому и вриједному господину Петру Хекторовићу, Властеоству хварском, Осмртница Мару Лили, У приминутје госпође Џиве дружевнице господина Саба Менчетића, властелина дубровачкога, На приминутје Марина Држића, Дубровчанина, тужба, У смрт дразијех пријатеља и др.

### Драмски рад
Ветрановићев драмски рад текао је кроз обе фазе његовог стваралаштва. У првој је написао митолошку еклогу Орфео, пасторалну еклогу Ловац и вила и пасторалну драму Историја од Дијане. У другој фази је писао драме с религиозном тематиком, новозаветном (Ускрснутје Исукрстово, Приказање од порода Језусова, изведена 1537) и старозаветном (Приказање по начину комедије како братја продаше Јозефа, Сузана чиста и Посветилиште Абрамово, сачувано у пет различитих варијанти, од којих је најстарија изведена 1546).

### ЕпПелегрин
Вероватно пред крај живота Ветрановић је почео да пише алегоријски религиозно-рефлексивни еп Пелегрин, од којег је остало око 4000 стихова; у њему је кроз фигуру путника — ходочасника хтео, по узору на Дантеа, да прикаже човеков пут од греха, преко кајања до Божје милости.

## Поетика Мавра Ветрановића
На доста места Ветрановић је експлицитно говорио о свом виђењу настајања поезије, њеним облицима и функцији. У краткој Пјесанци у помоћ поетам он парафразира познато Хорацијево место о слободи стваралаштва песника и сликара, проширивши га сликом грнчара (лончара) којем је слободно да распоређује ручке по сопственој вољи и поруком да је судбина песницима дозволила да сасвим слободно следе своју музу; у Пјесанци Плутону и он ће, сасвим у складу са својим добом, говорити о подражавању као основном принципу стваралаштва и истаћи узоре које ваља следити у појединим уметностима и књижевним жанровима (нпр. у љубавној поезији то ће бити Петрарка). На другим местима говориће о богомданом песнику, о орфејској моћи поезије, о њеној васпитној функцији… У Пјесанци Марину Држићу у помоћ, говорећи о његовом песничком раду истаћи ће да се до праве поезије долази тако што песници „своју свијес“ ломе, бдију „без покојна санка“, немају мира ни када им се спава, а у томе их води „Мужа“, показује им „друмак прави“, грди их када не спавају, подстиче их да се муче и труде како би певали „рајске пјесни“. На тај начин и он је начинио својеврсну синтезу платонистичке и аристотеловске естетике, која је по виђењу Драга М. Јеремића представљала специфичност разумевање естетског феномена у дубровачкој ренесансној литератури.

## Оцена
Ветрановић свакако не спада у ред дубровачких писаца који су досегли највише песничке вредности, али на многим местима он показује да је носио изразити песнички таленат који се често губио у његовој преопширности, понављањима и благоглагољивости. Међутим, изузетан је његов значај за развој дубровачке ренесансне, па и касније књижевности: многе књижевне и драмске врсте Ветрановић је започео да негује у Дубровнику, а једнако су бројне и оне које је он развио и утврдио у литератури свога Града.

### Важнија издања
Највећи део Ветрановићевих дела објављен је у:
- (скупили Ватрослав Јагић и Иван Антун Казанчић),
- (скупили Ватрослав Јагић, Иван Антун Казанчић и Ђуро Даничић),
- (прир. Злата Бојовић), Београд, 1994 (опсежан избор из поезије Мавра Ветрановића).